# Ginger (bevanda)
Il ginger (talvolta chiamato anche spuma rossa) è una bevanda non alcolica soft drink a base di zenzero (in inglese, appunto, ginger), dal gusto dolce e piccante tipico dei rizomi della pianta.

## Descrizione
Gli ingredienti della bibita sono:
- acqua,
- zucchero,
- anidride carbonica,
- acido citrico e acido fosforico,
- estratto di zenzero con aromi naturali
- estratto di arancia (questo lo differenzia dal Ginger ale britannico).

Nonostante il colore di una bevanda ottenuta con questi ingredienti risulti giallo chiaro, a volte può avere un colore rosso intenso ottenuto con l'aggiunta di coloranti.
Il ginger è spesso servito come aperitivo, sia da solo sia con l'aggiunta di vino bianco.